# (2237) Мельников
(2237) Мельников (лат. Melnikov) — типичный астероид главного пояса, открыт 2 октября 1938 года российским и советским астрономом Григорием Неуйминым в Симеизской обсерватории и 13 июля 1984 года назван в честь советского астронома Олега Мельникова.

## Обнаружение и именование
(2237) Мельников
Открыт 2 октября 1938 года в Симеизе Г. Н. Неуйминым.
Назван в память об Олеге Александровиче Мельникове (1912—1982), работавшем в Пулковской обсерватории с 1933 года и профессоре Ленинградского университета с 1947 года. Его научные исследования были сосредоточены на изучении Солнца, астрономии звёзд и межзвёздного вещества спектроскопическими методами. Также занимался астрономическими приборами и занимал пост президента комиссии №9 МАС.
Оригинальный текст (англ.)2237 Melnikov
Discovered 1938-Oct-02 by Neujmin, G. at Simeis.
Named in memory of Oleg Aleksandrovich Melnikov (1912—1982), on the staff of the Pulkovo Observatory since 1933 and a professor at Leningrad University since 1947. His scientific research was centered on the study of the sun, stellar astronomy and interstellar matter by spectroscopic methods. He was also concerned with astronomical instruments and served as president of IAU Commission 9.
Источники: DISCOVERY.DB; M.P.C. 8912.

## Орбита

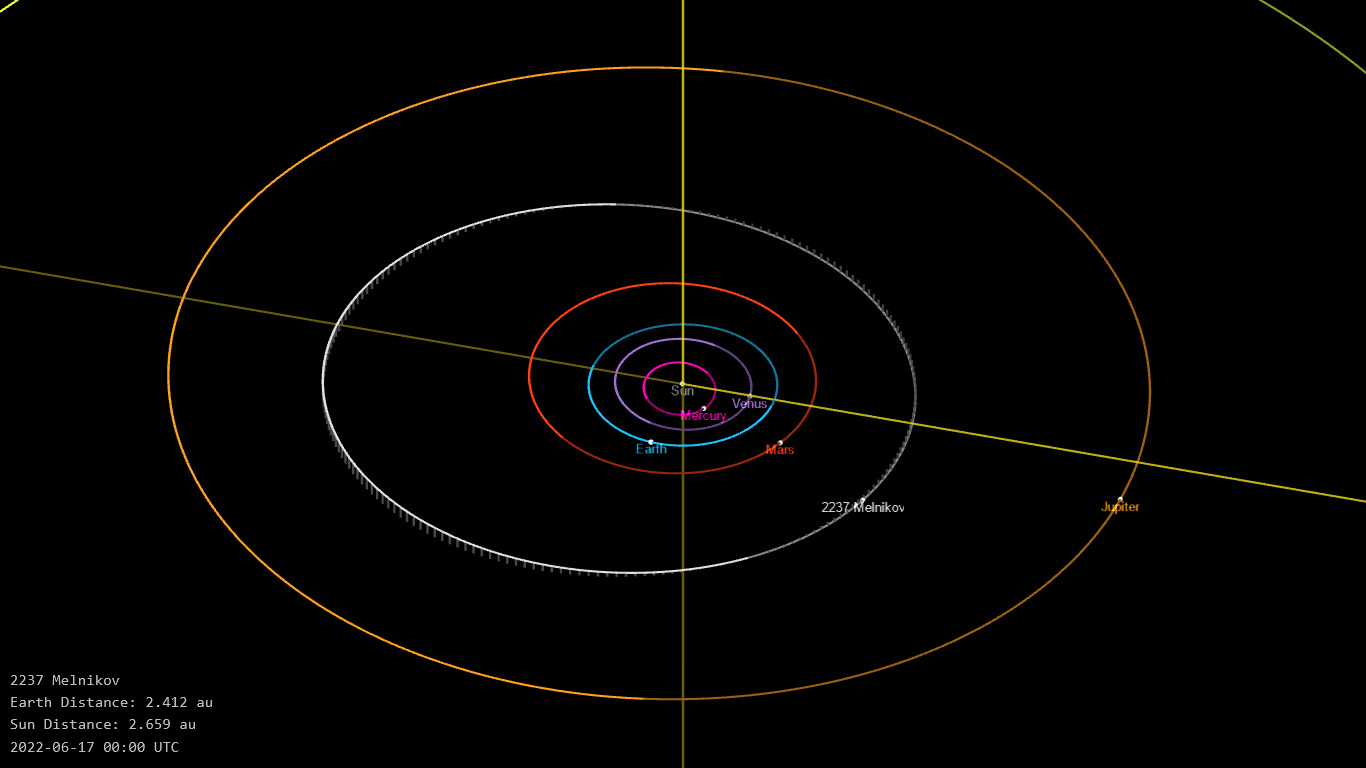
Орбита астероида Мельников и его положение в Солнечной системе

## Физические характеристики
Из наблюдений системы ATLAS следует, что астероид относится к таксономическому классу C.
По результатам наблюдений в инфракрасном диапазоне орбитальной обсерватории IRAS и спутника Akari и наблюдений в видимом и ближнем инфракрасном диапазоне космического телескопа NEOWISE диаметр астероида сначала оценивался равным 20,54±1,1 км, позже — 21,353±0,498 км, 20,76±0,77 км, 21,353±0,498 км, 19,07±5,73 км и 21,61±7,04 км. Согласно тем же источникам альбедо оценивается как
0,1265±0,015, 0,0738±0,0156, 0,125±0,010, 0,074±0,016, 0,057±0,046 и 0,048±0,064.